# Leurogyia peristictum
Leurogyia peristictum är en fjärilsart som beskrevs av Ralph S. Common 1965. Leurogyia peristictum ingår i släktet Leurogyia och familjen vecklare. Inga underarter finns listade i Catalogue of Life.